# Broadview (Saskatchewan)
Broadview es un pueblo canadiense situado en la provincia de Saskatchewan.

## Superficie
Broadview tiene una superficie de 2,82 km².

## Demografía
En 2021, tenía 541 habitantes, una densidad poblacional de 191,5 hab./km², y 298 viviendas.